# جيمس فالنتين
جيمس بارغون فالنتين (James Burton Valentin) من مواليد 5 أكتوبر 1978.هو موسيقي و كاتب أغاني أمريكي يعرف بكونه عازف الغيتار الرئيسي في فرقة مارون 5.

## روابط خارجية
- جيمس فالنتين على موقع IMDb (الإنجليزية)
- جيمس فالنتين على موقع ميوزك برينز (الإنجليزية)
- جيمس فالنتين على موقع ديسكوغز (الإنجليزية)
- جيمس فالنتين على موقع قاعدة بيانات الفيلم (الإنجليزية)